# Lenne-Sieg-Weg
Der Lenne-Sieg-Weg ist ein Hauptwanderweg im Vereinsgebiet des Sauerländischen Gebirgsvereins und besitzt wie auch all die anderen Hauptwanderstrecken als Wegzeichen das weiße Andreaskreuz X, an Kreuzungspunkten um die Zahl 11 erweitert.
Vom Bahnhof Plettenberg führt der Weg durch die Innenstadt des Ortes zur Nordhelle, von dort weiter nach Meinerzhagen, über den Unnenberg und Gummersbach, Wiehl, Nümbrecht, Waldbröl und Morsbach nach Siegen. Er verbindet das Lennetal mit dem Siegerland und führt auf seiner 115 km langen Strecke durch das aussichtsreiche Bergische Land. Von der Burg Freusburg bis Siegen bildet er ein Teilstück des Europäischen Fernwanderweges E1.